# マイケル・ストランク
マイケル・ストランク（英語: Michael Strank）またはマイク・ストランク（Mike Strank）（1919年11月10日 - 1945年3月1日）は、アメリカ海兵隊の軍人。硫黄島の戦いで摺鉢山に星条旗を掲げた6人の兵士の1人であり、6人の中で唯一ヨーロッパ生まれであった。

## 生い立ち
ストランクは1919年11月10日 、チェコスロバキア共和国シャリシュ県（現・スロバキア共和国プレショウ県）スタラーリュボウニャ郡ヤラビナ村で生まれた。ストランク家は少数民族ルシン人の家系であり、マイケル・ストランクの幼少期の名前はミハル・ストレンク（ルシン語: Михал Стренк; スロバキア語: Michal Strenk）と言った。
1922年、3歳のときに父の招きで母と共に渡米し、名前をマイケル・ストランク（以下「ストランク」と記す）と改めた。ストランク一家が移り住んだのはペンシルベニア州カンブリア郡のフランクリン・ボロという炭鉱と鉄鋼産業が盛んな町で、父のヴァーシルは炭鉱夫として働いていた。
1937年、高校を卒業したストランクは市民保全部隊に入隊した。国立公園や高速道路の建設現場で18ヶ月間働いた後、ストランクは海兵隊入隊を決意し、1939年10月6日に入隊した。なお、ストランクはチェコスロバキア国籍であったが、入隊を前にアメリカに帰化している。

## 入隊
入隊したストランクはサウスカロライナ州のパリス島基地で基礎訓練を行った後、1941年1月から3ヶ月間キューバのグアンタナモ基地に派遣された。帰国後はノースカロライナ州のレジュネ基地で新兵の訓練指導にあたった。
1942年2月に軍曹に昇格したストランクは3月の短期休暇で一時帰省し、4月12日に部隊と共にサン・ディエゴを出発している。5月31日、部隊はフランス領ウォリス諸島のウベア島に上陸し、アメリカ軍の拠点を築いた。その後、ストランクの部隊は1943年2月21日にガダルカナル島北西約50kmにあるラッセル諸島の小島パヴヴ島の占領作戦に参加し、同島を無血占領する。
ストランクの本格的な実戦参加は1943年11月1日から始まったブーゲンビル島の戦いで、ストランクの部隊はその第一波としてブーゲンビル島西岸のタロキナ岬に上陸した。ストランクはブーゲンビル島でマラリアにかかりつつも、その後1944年1月12日まで戦い続け、2月14日にサン・ディエゴに帰還している。サン・ディエゴでは全員に30日間の休暇が与えられたため、ストランクはこの間に帰省している。

## 硫黄島の戦い
1944年3月、休暇を終えて帰隊したストランクは第5海兵師団に転属となり、E中隊第2小隊の分隊長となった。半年間ペンドルトン基地で訓練を行い、部隊は9月19日にサン・ディエゴを出港した。10月にハワイ島のタラワ基地に到着して、ここで更に実戦的な訓練を行った。
1945年1月、ストランクの部隊は硫黄島の戦いに参加すべくタラワ基地を出発した。途中のテニアン島で上陸演習を行った後、2月19日にストランクの部隊は硫黄島に上陸を果たした。上陸から3日後の1945年2月23日にアイラ・ヘイズ、フランクリン・スースリー、ハロルド・ケラー、ハーロン・ブロック、ハロルド・シュルツの5名（氏名は2019年10月までの訂正後のもの）と共に硫黄島南部の摺鉢山山頂に星条旗を掲げた。

## 戦死

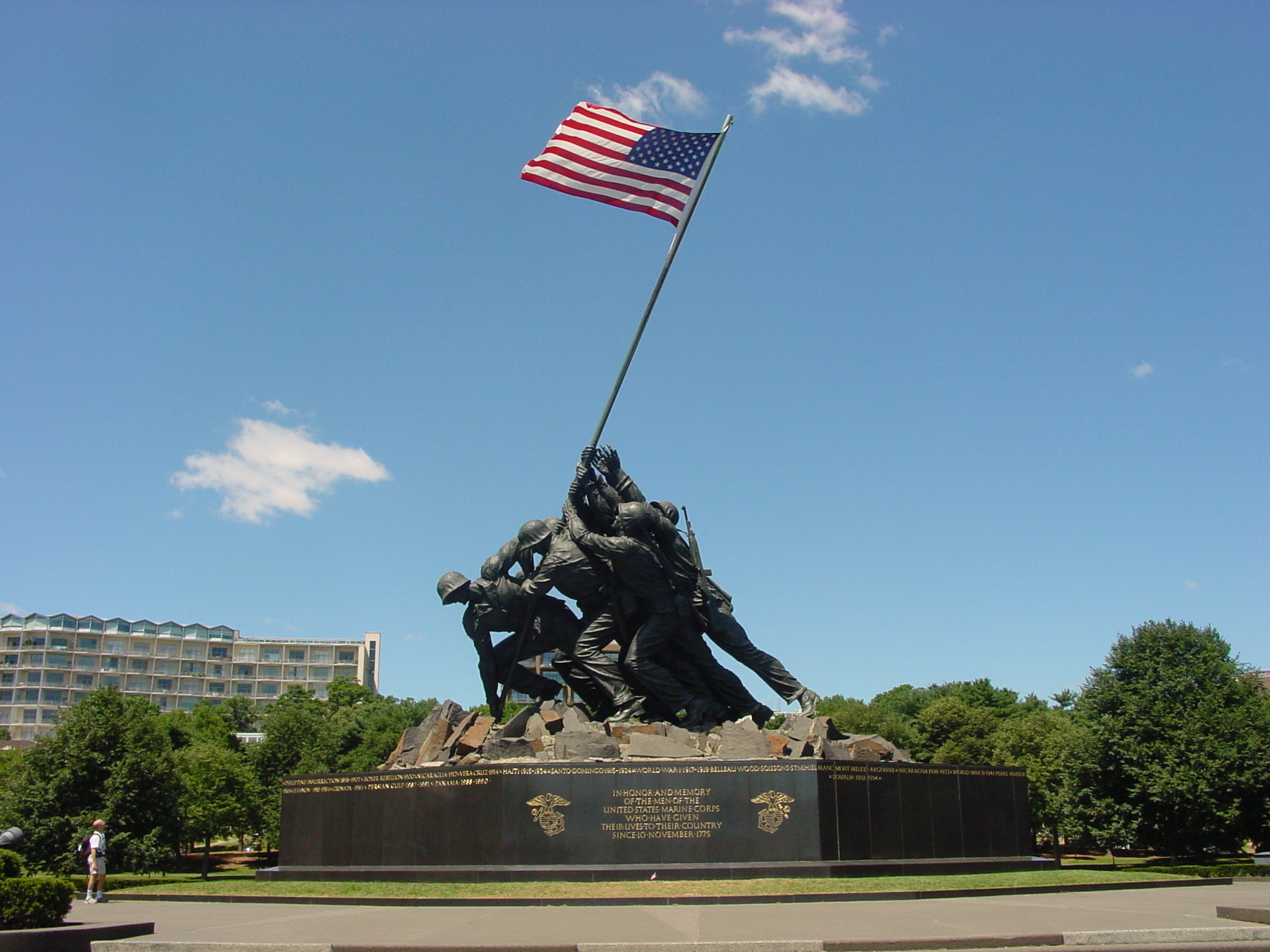
海兵隊戦争記念碑

摺鉢山山頂での国旗掲揚の後、ストランクは硫黄島の西部にある千鳥ケ浜附近でアイラ・ヘイズたちを率いて行動していた。3月1日朝、ストランクの部隊を日本軍の部隊が急襲した。ストランクは部下に撤退路を指示していたが、その途中にすぐ近くで砲弾が炸裂し即死した。この砲弾を放ったのは日本軍ではなく、近くにいたアメリカ海軍の駆逐艦であるといわれている。
ストランクの遺体は硫黄島の共同墓地に埋葬されたが、本国に戻された後1949年1月13日にアーリントン国立墓地に改葬された。
2015年2月16日、ウジゴロドのイベントの70周年は学校の数4の近くにマイケル・ストランク（彫刻家ミハイルKolodko）のミニ彫刻を設置した。

## マイケル・ストランクを演じた俳優
- バリー・ペッパー 『父親たちの星条旗』（2006年）

## 脚註
1. ↑  11月10日は海兵隊が誕生した日でもある。
2. ↑  『硫黄島の星条旗』、pp99-100
3. ↑  『硫黄島の星条旗』、pp377-378